# Gerhard Schrader
Paul Gerhard Heinrich Schrader (Bortfeld, Baja Sajonia, 25 de febrero de 1903 - Wuppertal, Cronenberg, 10 de abril de 1990) fue un químico alemán conocido por ser uno de los descubridores del gas Sarín.
El sarín lleva parcialmente su nombre: fue nombrado en honor a sus descubridores, Schrader, Otto Ambros , Gerhard Ritter y Hans-Jürgen von der Linde.

## Biografía
Nació y creció en Bortfeld, hoy  Wendeburg, y estudió Química en la Universidad Técnica de Brunswick. Se doctoró como ingeniero químico en 1928 y comenzó a trabajar en Bayer AG en la división IG Farben. En 1930 pasó a su Laboratorio Central en Leverkusen.
En 1936, mientras experimentaba con un compuesto llamado organofosfatos para matar insectos, accidentalmente descubrió  Tabun, un compuesto organofosforado enormemente tóxico y primer agente nervioso. En dichos experimentos, Schrader se envenenó y estuvo maniatado en una cama durante varias semanas.  El siguiente preparado conocido como 9/91, tuvo efectos todavía mayores en mamíferos y ya no fue considerado por la compañía como un insecticida.Por el descubrimiento del gas nervioso, Schrader recibió, junto a un colega, 50.000 marcos. 
En 1938 descubrió un veneno doble de potente, llamado originalmente  146 y luego Sarín, que en 1939 fue entregado a los militares para que continuaran las investigaciones,  en la Ciudadela de Spandau,  siendo utilizado en la Segunda Guerra Mundial por Hitler.
En 1938, desarrolló el primer insecticida orgánico, el tetraetilpirofosfato, también conocido como TEPP. 
En 1944, el grupo de Schrader sintetizó el insecticida Paratión, también conocido como E 605, un plaguicida organofosforado prohibido actualmente en todas sus formulaciones y usos por ser dañino para la salud humana, animal y el medio ambiente.  
Después de la Guerra, fue detenido por los Aliados durante dos años en el Castillo de Kransberg (Taunus) en Hessen, donde continuó con sus investigaciones.
En 1952, Schrader y sus colaboradores descubrieron el  Trichlorfon (TCP), con el que se ha tratado al ganado, que tenía hematomas en la piel por la picadura de un insecto. También se ha utilizado desde 1960  en caso de  la Esquistosomiasis.

## Honores
En 1956 fue galardonado con la Medalla Adolf von Baeyer por la Sociedad Alemana de Química,  por su destacada contribución al descubrimiento de nuevos pesticidas. 

## Literatura
- Wolfgang Dedek: Gerhard Schrader (1903-1990), Centenario.  En: Naturwissenschaftiche Rundschau.  Jg. 56 (2003), H. 6, P. 308-310.
- Klaus Ruthenberg: Schrader, Paul Gerhard Heinrich